# 城北街道 (阳江市)
城北街道，是中华人民共和国广东省阳江市江城区下辖的一个乡镇级行政单位。

## 行政区划
城北街道下辖以下地区：
冲口社区、南湾社区、东郊社区、东源社区、银湾社区、城北社区、马曹村和南排村。